# Luz Cristina López
Luz Cristina López Trejos (Manizales, 20 de marzo de 1976) es una licenciada en educación física, recreación y deporte, y administradora de empresas colombiana. Desde marzo de 2024 hasta marzo de 2025 fue la ministra de deporte de Colombia en el Gobierno de Gustavo Petro.

## Estudios
López es licenciada en educación física, recreación y deporte, magíster en Pedagogías Activas y Desarrollo Humano, y profesional en administración de empresas con énfasis en deporte.
Fue decana de la facultad de Cultura Física de la Universidad Santo Tomás.

## Trayectoria
López ha trabajado por más de una década en el deporte asociado, tanto olímpico como paralímpico. A su vez, se ha desempeñado como maestra de este campo en instituciones como el Sena y la Universidad Santo Tomás.
Fue directora operativa de los Juegos Paranacionales Juveniles 2023.
Desde 2015 trabajó en el Comité Paralímpico Colombiano del cual fue Coordinadora Jurídica y Gerente General.
También trabajó en el sistema olímpico como Directora Ejecutiva de la Academia Olímpica y como Directora Académica del Comité Olímpico Colombiano.

## Ministra de Estado
En febrero de 2024 López fue designada por el presidente Gustavo Petro como ministra del deporte, tras la renuncia de Astrid Rodríguez. Tomó posesión del cargo el 5 de marzo de 2024.